# Carlo Rola
Carlo Rola (* 6. Oktober 1958 in Spalt, Mittelfranken; † 14. März 2016 in Berlin) war ein deutscher Film- und Fernsehregisseur, Filmproduzent und Drehbuchautor (Stoffentwicklung, Dialog-Dramaturgie).

## Leben
Carlo Rola studierte ab 1978 Rechtswissenschaften in Frankfurt am Main und verdiente sich sein Geld als Stuntman beim Theater.
Ab 1981 widmete er sich ausschließlich dem Theater und der Oper, war Regieassistent und Mitarbeiter unter anderem von Hans Neuenfels, Ruth Berghaus und Peter Stein bei verschiedensten Produktionen in Hamburg, Frankfurt und Berlin. Sein Debüt als Regisseur hatte er 1983 in Frankfurt mit einer englischsprachigen Inszenierung von Endstation Sehnsucht. Ebenfalls zu dieser Zeit arbeitete er als Produktionsleiter für Kino- und Fernsehproduktionen.
1994 war Carlo Rola Dozent für Werbefilm an der Hochschule für Film und Fernsehen „Konrad Wolf“ in Potsdam-Babelsberg, 1999 und 2001 für Regie an der Deutschen Film- und Fernsehakademie Berlin (DFFB).
Seit seinen Anfängen als Regisseur überarbeitete er regelmäßig Drehbücher und übernahm „Dialogue-Polishing“. Für 15 Folgen von Rosa Roth, Die Patriarchin und Afrika Mon Amour hat er die Stoffideen entwickelt. Auch für nationale und internationale Werbespots, Trailer und Musikvideos zeichnete er als Regisseur verantwortlich.
1996 gründete er mit Oliver Berben die MOOVIE the art of entertainment GmbH in Berlin. Seitdem wurden dort mehr als 40 Filme produziert, davon 30 unter seiner Regie.
Carlo Rola war mit der Schauspielerin Dennenesch Zoudé verheiratet. Er erlag im März 2016 im Alter von 57 Jahren einem plötzlichen Herztod.

## Filmografie
Regisseur / Film:
- 1986: Das Mißverständnis (Kurzfilm)
- 1996: Peanuts – Die Bank zahlt alles
- 2000: Sass

Regisseur / Fernsehen:
- 1985–1988: Mission Terra
- 1989: Das Geheimnis des gelben Geparden
- 1990: Das zweite Leben
- 1992: Verflixte Leidenschaft
- 1993: Im Himmel hört dich niemand weinen
- 1993: Die Skrupellosen – Hörigkeit des Herzen
- 1994: Rosa Roth – In Liebe und Tod
- 1994: Polizeiruf 110: Opfergang
- 1994: Tod in Miami
- 1994: Anwalt Abel: Rufmord
- 1994: Blutige Spur
- 1995: Rosa Roth – Lügen
- 1995: Rosa Roth – Verlorenes Leben
- 1996: Rosa Roth – Nirgendwohin
- 1996: Rosa Roth – Montag, 26. November
- 1996: Peanuts – Die Bank zahlt alles
- 1997: Die sieben Feuer des Todes
- 1997: Der stille Herr Genardy
- 1997: Rosa Roth – Berlin
- 1997: Rosa Roth – Die Stimme
- 1997: Rosa Roth – Wintersaat
- 1998: Rosa Roth – Küsse und Bisse
- 1998: Rosa Roth – Jerusalem oder die Reise in den Tod
- 1998: Eine Frau mit Pfiff TV-Film mit Ilse Werner
- 1998: Das Miststück
- 1999: Der Solist – Kein Weg zurück
- 1999: Rosa Roth – Die Retterin
- 1999: Todsünden – die zwei Gesichter einer Frau
- 1999: Rosa Roth – Tod eines Bullen
- 2000: Gefährliche Träume – Das Geheimnis einer Frau
- 2001: Rosa Roth – Täusche deinen Nächsten wie dich selbst
- 2001: Rosa Roth – Die Abrechnung
- 2001: Rosa Roth – Geschlossene Gesellschaft
- 2002: Die schöne Braut in Schwarz (2 × 90 Min.)
- 2002: Rosa Roth – Das leise Sterben des Kolibri
- 2002: Rosa Roth – Die Gedanken sind frei
- 2003: Schöne Witwen küssen besser (2 × 90 Min.)
- 2003: Und jetzt, Israel? (2 × 45 Min., Doku), als creative producer
- 2003: Rosa Roth – Flucht nach vorn
- 2003: Rosa Roth – Freundeskreis
- 2004: Die Patriarchin (3 × 90 Min.)
- 2005: Rosa Roth – Im Namen des Vaters
- 2005: Rosa Roth – In guten Händen
- 2006: Rosa Roth – Der Tag wird kommen (3 × 90 Min.)
- 2007: Afrika, mon amour (3 × 90 Min.)
- 2008: Und Jimmy ging zum Regenbogen, Neuverfilmung nach Johannes Mario Simmel
- 2008: Gott schützt die Liebenden, Neuverfilmung nach Johannes Mario Simmel
- 2008: Rosa Roth – Der Fall des Jochen B.
- 2008: Rosa Roth – Das Mädchen aus Sumy
- 2008: Krupp – Eine deutsche Familie (3 × 90 Min.)
- 2009: Rosa Roth – Das Angebot des Tages
- 2010: Die Familie (2 × 90 Min.)
- 2010: Liebe ist nur ein Wort, Neuverfilmung nach Johannes Mario Simmel
- 2011: Niemand ist eine Insel, nach dem Buch von Johannes Mario Simmel
- 2011: Familiengeheimnisse – Liebe, Schuld und Tod
- 2011: Vergiss nie, dass ich dich liebe
- 2011: Rosa Roth – Notwehr
- 2011: Rosa Roth – Bin ich tot?
- 2012: Das Kindermädchen
- 2012: Rosa Roth – Trauma
- 2013: Alle Macht den Kindern
- 2014: Die letzte Instanz
- 2014: Götz von Berlichingen
- 2014: Der Mann ohne Schatten
- 2015: Die Himmelsleiter – Sehnsucht nach Morgen
- 2015: Dresden Mord – Dresdner Dämonen
- 2015: Katie Fforde – Warum hab ich ja gesagt
- 2015: Katie Fforde – Die Frau an seiner Seite
- 2015: Die Mutter des Mörders
- 2016: Die 7. Stunde
- 2016: Der Zürich-Krimi – Borcherts Abrechnung

Produzent / Fernsehen:
- 1993/1994: Im Himmel hört dich niemand weinen
- 2007: Gott schützt die Liebenden (als Koproduzent)

Theater:
- 1983: A Streetcar named Desire
- 2004/2005: Hitlers Tischgespräche im Führerhauptquartier – Aufzeichnungen von Holocaust-Opfern in Entw., Heiner Müller-Projekt mit Thomas Thieme (Leipzig)

Schauspieler:
- 1983: Reise in ein verborgenes Leben
- 2003: Dienstreise – Was für eine Nacht

Hörbuch:
- 2006: Der Himmel war eine große Gegenwart (Buch: Ludwig Fels)

## Auszeichnungen
- DIVA 2006 für Die Patriarchin in der Kategorie „erfolgreichster Fernsehfilm 2005“
- Goldene Kamera für Die Patriarchin 2005
- Best Director – Award für Sass beim Tokyo International Film Festival 2002
- Nominierung für Grimme-Preis 2000 für Der Solist – Kein Weg zurück
- Beste Kamera für Verlorenes Leben 1997 in Reims (10e Rencontres Europénnes de Télévision)
- Finalist Award (Regie, Film, Produzent) des New York Film Festival für Sieben Feuer des Todes (Code Red)
- Preis des Filmfestival Porto für Das Missverständnis
- Grimme-Preis in Silber für Moskito
- Publikums-Bambi für Krupp – eine deutsche Familie